# كرايغ ريفنسكروفت
كرايغ ريفنسكروفت (بالإنجليزية: Craig Ravenscroft)‏ هو لاعب كرة قدم بريطاني في مركز الوسط، ولد في 20 ديسمبر 1974 في هامرسميث في المملكة المتحدة. لعب مع بيشوب ستورتفورد ونادي برينتفورد ونادي هايز ونادي وكينغ وهيميل هيمبستيد تاون وويلدستون.

## وصلات خارجية
- كرايغ ريفنسكروفت على موقع Soccerbase.com (لاعب) (الإنجليزية)